# Nöthschütz
Nöthschütz ist ein Dorf, das zur Ortschaft Technitz der Stadt Döbeln im sächsischen Landkreis Mittelsachsen gehört.

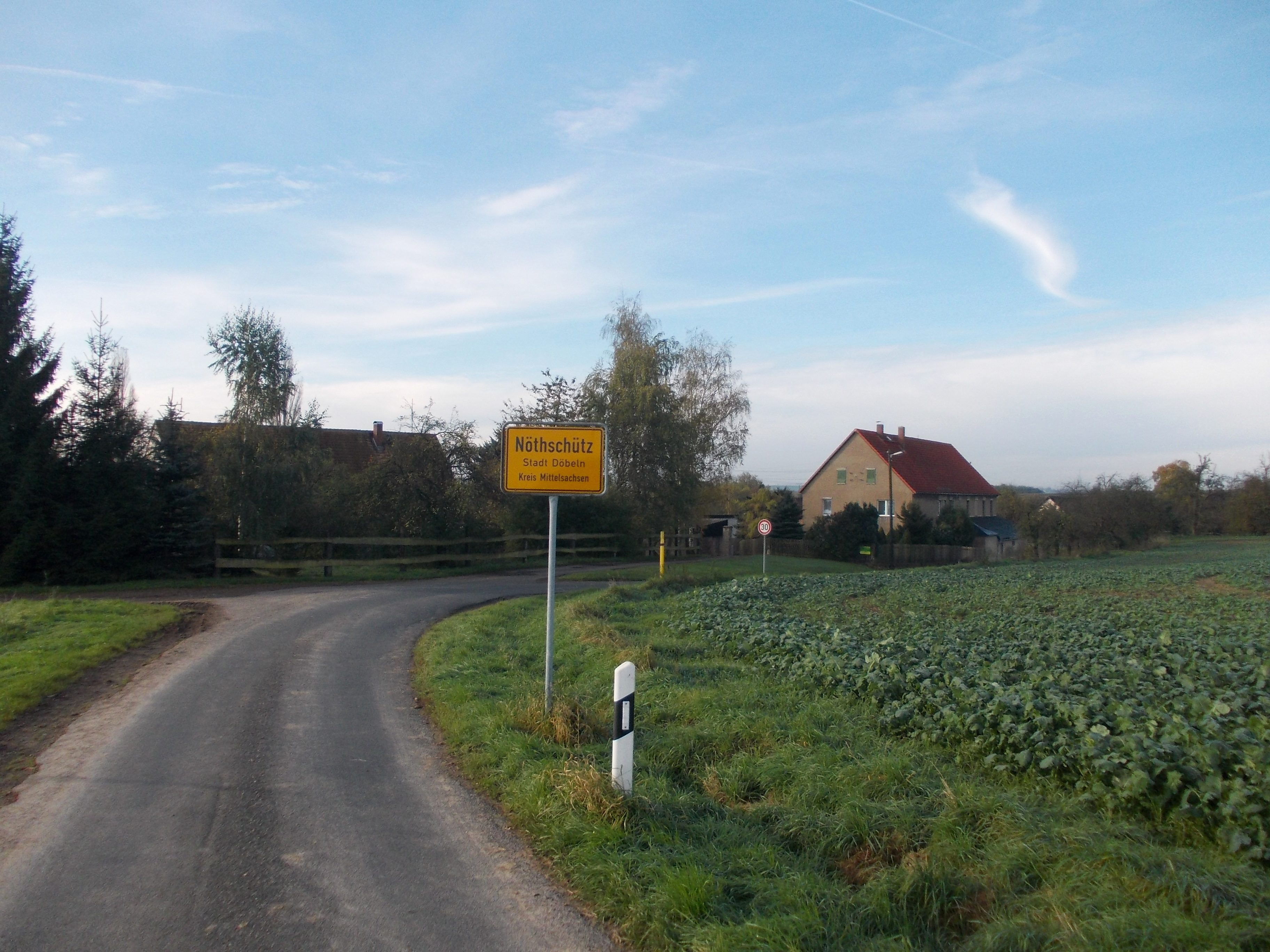
Ortseingang von Nöthschütz

## Geographie
Nöthschütz ist ein als Rundweiler gegründetes Dorf von etwa 20 Wohnhäusern am Klitszschbach zwischen Höckendorf im Westen Zschepplitz im Osten an einer kleinen Straße, die nur indirekt in andere Ortschaften führt. Das Dorf liegt auf rund 225 m.

## Geschichte

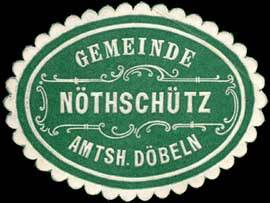
Siegelmarke der Gemeinde Nöthschütz

Nöthschütz wurde spätestens 1334 erstmals als Noxg erwähnt. Spätere Nennungen sind Nocz (1369), Noͤx, Noͤxg (1378), Noczk (1445), Nocsch (1466), Neczschk (1506), Netzschka (1515), Noetz (1547), Noetzsch (1551) und Noͤtzschitz (1768). Nöthschütz war nach Technitz bzw. Technitz-Ziegra gepfarrt. Der Ort wat 1551 dem Rittergut Mockritz, 1764 dem Rittergut Jeßnitz zugehörig und entsprechend zum castrum Meißen, dem Erbamt Meißen, dem Gerichtsamt, der Amtshauptmannschaft und dem (Land-)Kreis Döbeln, bis dieser 2008 im Landkreis Mittelsachsen aufging.
Nöthschütz wurde 1938 zunächst ins benachbarte Höckendorf eingemeindet, das 1967 in Großweitzschen aufging. Im selben Jahr wurde Nöthschütz nach Technitz umgegliedert, das 1994 nach Döbeln eingemeindet wurde. Heute ist Nöthschütz ein offizieller Teil der Ortschaft Technitz und ist in der Hauptsatzung der Stadt aufgeführt.
| Jahr          | 1547/55                      | 1764                        | 1834 | 1871 | 1890 | 1910 | 1925 |
| ------------- | ---------------------------- | --------------------------- | ---- | ---- | ---- | ---- | ---- |
| Einwohnerzahl | 5 besessene Mann, 9 Inwohner | 5 besessene Mann, 1 Häusler | 70   | 75   | 58   | 67   | 69   |

1925 lebten in Nöthschütz 67 Lutheraner und 2 Katholiken.

## Belege
1. ↑  Nöthschütz – HOV | ISGV. Abgerufen am 30. Dezember 2023.
2. ↑  Technitz – HOV | ISGV. Abgerufen am 30. Dezember 2023.
3. ↑  Große Kreisstadt Döbeln: Haupttsatzung der Großen Kreisstadt Döbeln. 13. Dezember 2019, abgerufen am 30. Dezember 2023.